# 尼崎市立武庫東小学校
尼崎市立武庫東小学校（あまがさきしりつ むこひがししょうがっこう）は、兵庫県尼崎市武庫之荘にある公立小学校。2013年（平成25年）7月1日現在の児童数は830名である。尼崎市立の小学校の中で制服を採用している2校のうちの1校である（他は尼崎市立清和小学校）。

## 沿革
- 1962年（昭和37年）4月1日 - 尼崎市立武庫東小学校創立。

## 進路状況
ほとんどの児童は尼崎市立武庫東中学校へ進学するが、国私立中学校へ進学する児童もいる。

## 著名な出身者
- 桂米團治 (5代目)（噺家）
- じゅんいちダビッドソン（お笑いタレント-ピン芸人）

## 通学区域が隣接している学校
- 尼崎市立武庫庄小学校
- 尼崎市立立花西小学校
- 尼崎市立武庫南小学校
- 尼崎市立武庫の里小学校
- 尼崎市立武庫北小学校
- 伊丹市立昆陽里小学校
- 伊丹市立笹原小学校